# افتخار (بازیگر هندی)
افتخار (انگلیسی: Iftekhar؛ زاده ۲۲ فوریه ۱۹۲۰ – درگذشته ۴ مارس ۱۹۹۵) یک هنرپیشه اهل هند بود. از فیلم‌ها یا برنامه‌های تلویزیونی که وی در آن نقش داشته‌است می‌توان به دیوار اشاره کرد.

## فیلم‌شناسی
فهرست برخی از فیلم‌هایی که افتخار در آن‌ها به ایفای نقش پرداخته‌است:
- دیوار
- شهر لذت
- قمارباز قهار
- نیزهٔ سه شاخه
- دان
- سنگام
- گاهی اوقات
- بی‌نام
- پدر آواره
- سه قسم
- بیدار بمان
- تماس
- جنگ
- بندینی
- لکه
- گل و سنگ
- قرض
- نام من رانی است
- سرکش
- مقصد
- نگاه
- شجاعت و تلاش
- سوزاندن گناه
- تا زمان مرگ
- آدم پرهیزکار
- آشیانه
- طلای نقره‌ای
- دیروز، امروز و فردا
- نکاح
- خاموشی
- آدم و انسان
- تو جوان من را دوست داری
- عزیزم
- باج‌گیری
- پسربچه
- طبقه سوم
- آشکارا
- قطار سوزان
- ترازو عدالت
- خشم
- پادشاه خیابان
- هر دو ما
- جان من
- نجیب
- جانی نام من است
- دشمن انسانیت
- دین و قانون
- طوایف
- این عشق آسان نیست
- قول می‌دهم
- برای سرگرمی
- انسان زهردار
- نوری
- بیرج عروس
- از طریق مژه‌ها
- نشستن
- اعلان
- فاکیرا
- خجالتی
- امنیت
- صدای امروز
- آخرین شرط
- آنامیکا
- شعله‌های آتش
- مروارید گرانبها
- آشنایی
- جنایت
- مقصر کیست؟
- آواز
- جمعیت
- بی‌زبان
- بمبئی ۴۰۵ مایل
- چهره‌ای بر چهره‌ای دیگر
- رابطه با درد
- عشق تو را دیدم